# Sehima notatum
Sehima notatum är en gräsart som först beskrevs av Eduard Hackel, och fick sitt nu gällande namn av Aimée Antoinette Camus. Sehima notatum ingår i släktet Sehima och familjen gräs. Inga underarter finns listade i Catalogue of Life.